# Akwesasne 59
Akwesasne 59 (en mohawk : Kawehnò:ke) est une réserve mohawk située en Ontario, au Canada. Elle fait partie du territoire d'Akwesasne et est administrée par la Première Nation des Mohawks d'Akwesasne. 

## Toponymie
Akwesasne signifie « là où la perdrix bat des ailes ».

## Géographie
Située directement au sud de Cornwall et à environ 100 km au sud-ouest de Montréal, la réserve se trouve dans l'extrême sud-est de la province canadienne de l'Ontario, plus précisément dans le comté de Stormont, Dundas et Glengarry, bien qu'elle n'en fasse pas administrativement partie. 
Akwesasne 59 est constituée principalement de l'île Cornwall (en) (en mohawk : Kawehnò:ke) et de quelques petites îles peu ou pas habitées à l'est de celle-ci dans le Saint-Laurent. L'ensemble de ce territoire est situé en Ontario et est identifié par le conseil de bande comme étant le district de Kawehnò:ke.

## Langues
Les principales langues parlées sont le mohawk et l'anglais.